# 沃德伯勒 (愛達荷州)
沃德伯勒（英語：Wardboro）是位於美國愛達荷州貝爾萊克縣的一個非建制地區。該地的面積和人口皆未知。

## 地理
沃德伯勒的座標為42°15′21″N 111°16′38″W / 42.25583°N 111.27722°W，而該地的平均海拔高度為1814米（即5951英尺）。